# Piazza Marina

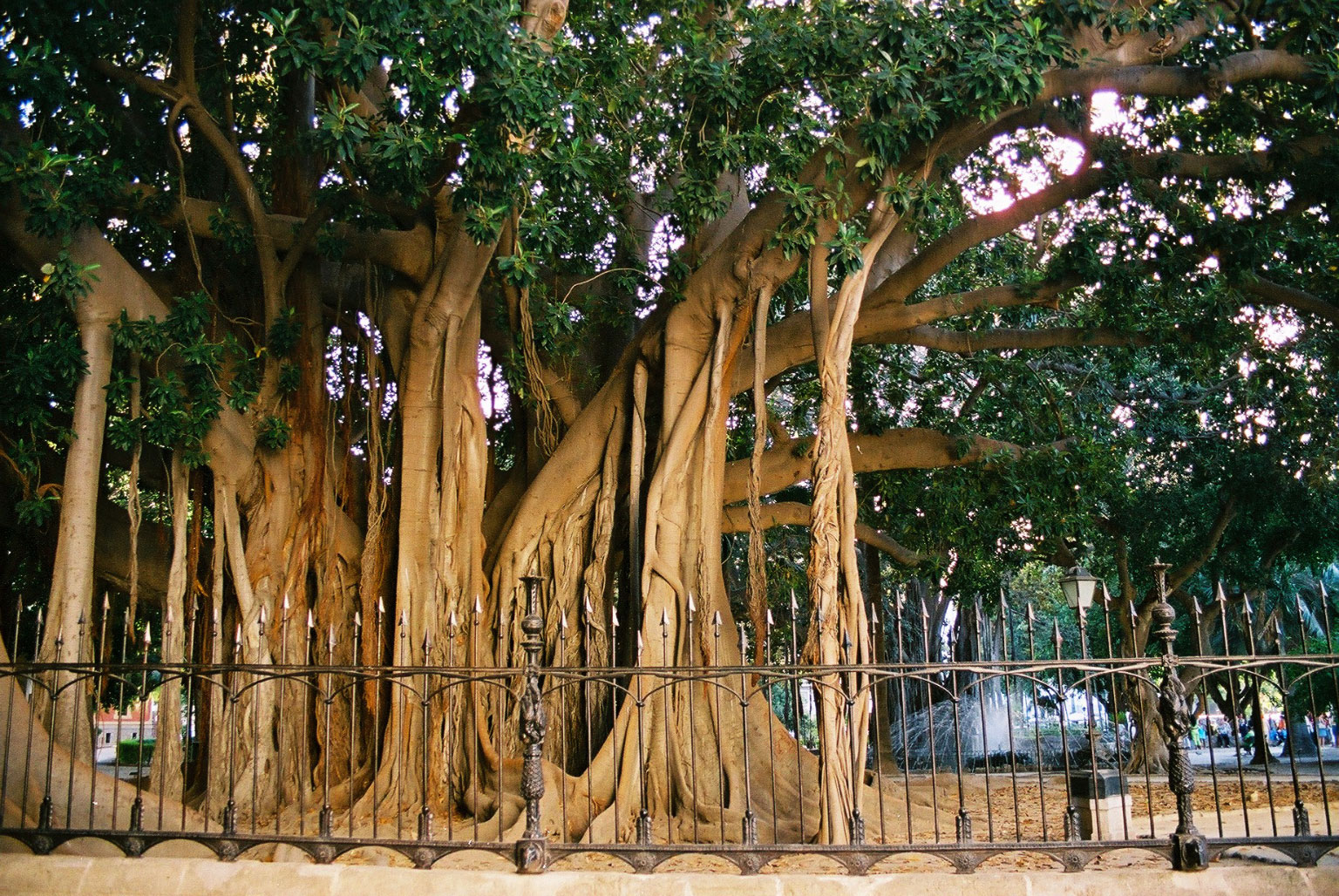
Ficus magnolioides im Giardino Garibaldi

Die Piazza Marina ist ein Platz in der historischen Altstadt von Palermo in der Nähe des alten Hafens La Cala.
Der größte Teil des Platzes wird vom Giardino Garibaldi eingenommen, der 1863 von dem Architekten Giovanni Battista Filippo Basile entworfenen wurde. Der Platz wird umgeben von mehreren historischen Palästen, unter anderem der Palazzo Chiaramonte, Palazzo Denti Fatta, Notarbartolo Greco und der Palazzo Mirto. Auch die Kirche Santa Maria dei Miracoli befindet sich hier. Auf dem Platz findet wöchentlich am Wochenende ein Floh- und Antiquitätenmarkt statt.